# Vanilla Ninja
Vanilla Ninja – estoński girls band wykonujący muzykę z pogranicza popu i rocka.

## Historia zespołu
Zespół został założony pod koniec lata 2002 jako czteroosobowy girls band, w którego skład weszły Maarja Kivi, Lenna Kuurmaa, Katrin Siska i Piret Järvis, zaś ich producentem był Sven Lõhmus. Na początku 2002 Kivi z utworem „A Dream” zajęła siódme miejsce w programie Eurolaul, wyłaniającym reprezentanta Estonii w 47. Konkursie Piosenki Eurowizji. Dzięki popularności osiągniętej po udziale w selekcjach piosenkarka została wybrana na liderkę zespołu. Przed założeniem zespołu przyjaźniła się z Kuurmaą, natomiast Järvis i Siska występowały ze sobą na scenie jako solowe piosenkarki.
W lutym 2003 wystąpiły z numerem „Club Kung Fu” w programie Eurolaul 2003, wyłaniającym reprezentanta Estonii w 48. Konkursie Piosenki Eurowizji. Choć zwyciężyły w głosowaniu telewidzów, przez brak wsparcia jurorów zajęły przedostatnie, dziewiąte miejsce. W maju wydały debiutancki album studyjny, zatytułowany po prostu Vanilla Ninja, który promowały singlem „Club Kung Fu”. Album osiągnął sukces komercyjny w Estonii i krajach niemieckojęzycznych (Niemczech, Szwajcarii i Austrii). Jesienią nawiązały współpracę z Davidem Brandesem i wydały singiel „Tough Enough”. Piosenka dotarła do „najlepszej 16-tki” list przebojów w Finlandii, Niemczech i Austrii. Niedługo po wydaniu singla „Tough Enough” wydały kolejne dwa single, „Liar” i „Don’t Go Too Fast”. Wszystkie piosenki zapowiadały ich drugi album studyjny pt. Traces of Sadness, który wydały w czerwcu 2004. Również w 2004 z powodu zajścia w ciążę z zespołu odeszła Maarja Kivi, której miejsce zajęła Triinu Kivilaan. Latem nagrały w nowym składzie teledysk do singla „When the Indians Cry”.
W 2005 zostały ogłoszone reprezentantkami Szwajcarii z utworem „Cool Vibes” w 50. Konkursie Piosenki Eurowizji organizowanym w Kijowie. W kwietniu wyruszyły w promocyjną trasę koncertową pt. „Blue Tattoo Tour” obejmującą koncerty po Europie – w Niemczech, Szwajcarii, Austrii i Luksemburgu. Przed rozpoczęciem trasy ich producent David Brandes został posądzony o manipulację wynikami sprzedaży singla „When the Indians Cry”, przez co piosenka została zablokowana na listach przebojów w Niemczech na okres trzech tygodni. Niedługo po tym telewizja SF DRS rozwiązała umowę z producentem i zastąpiła go innym. W maju rozpoczęły próby do występu na Eurowizji, a pod koniec miesiąca pomyślnie przeszły do finału i zajęły w nim 8. miejsce po zdobyciu 128 punktów, w tym najwyższych not 12 punktów z Łotwy i Estonii. W tym samym roku wydały trzeci album studyjny pt. Blue Tattoo, który promowały singlami „Blue Tattoo” oraz „I Know”. 10 grudnia zagrały telewizyjny koncert w Tallinie, podczas którego premierowo wykonały dwa single, „Silence” i „Rockstarz”. Pod koniec roku z zespołu odeszła basistka Triinu Kivilaan, co tłumaczyła koniecznością ukończenia szkoły i chęcią rozpoczęcia kariery solowej.
W 2006 pozostałe wokalistki kontynuowały karierę zespołową jako trio. 21 kwietnia wydały singiel „Dangerzone”, do którego nakręciły teledysk w Kapsztadzie. 19 maja wydały czwarty album studyjny pt. Love Is War. 1 września zajęły piąte miejsce z utworem „Dangerzone” w konkursie o nagrodę Bursztynowego Słowika i Słowika Publiczności podczas Sopot Festivalu. 3 lutego 2007 zajęły czwarte miejsce z utworem „Birds of Peace” w programie Eurolaul 2007. W 2008 reprezentowały Estonię z piosenką „Birds of Peace” podczas festiwalu Viña del Mar Festival, na którym zdobyły główną nagrodę Srebrnej Mewy oraz 10 tys. dolarów za wygraną w kategorii Najlepsi wykonawcy. Wiosną wydały singiel „Crashing Through the Doors” nagrany z gitarzystą zespołu Roxette. W czerwcu wyruszyły w trasę koncertową Reestart Tour po Estonii. W tym samym roku zawiesiły karierę, ale żadna nie potwierdziła całkowitego rozpadu zespołu. W 2009 planowały trasę koncertową pt. „Diva Tour 2009”, która miała na celu promowanie albumu Love is War w Ameryce Łacińskiej, jednak została odwołana.
W 2020 girlsband reaktywował się, do zespołu wróciła Triinu Kivilaan. 18 czerwca 2021 premierę miał pierwszy utwór girlsbandu po reaktywacji – „Gotta Get It Right” nawiązujący od strony muzycznej do lat świetności zespołu. Utwór ten stanowił, wraz z ukazanymi w lipcu, sierpniu i wrześniu następnymi singlami (o tytułach „No Regrets”, „The Reason is You” oraz „Incredible”), zapowiedź nowej płyty Encore, która ukazała się 8 października tego samego roku. W 2022 roku z zespołu odeszły Katrin Siska i Triinu Kivilaan. Miejsce Triinu w zespole zajęła Kerli Kivilaan, jej siostra, zespół po raz kolejny zmniejszył się do trójki członkiń.

## Dyskografia

### Albumy
| 2003                           | Vanilla Ninja - Data: 30 maja 2003 - Wydawca: TopTen             | –  | –  | –  | –  |
| 2004                           | Traces of Sadness - Data: 7 czerwca 2004 - Wydawca: Bros Records | 4  | 14 | 3  | 37 |
| 2005                           | Blue Tattoo - Data: 14 marca 2005 - Wydawca: Bros Records        | 7  | 4  | 4  | 19 |
| 2006                           | Love Is War - Data: 19 maja 2006 - Wydawca: EMI/Capitol Records  | 29 | 14 | 16 | –  |
| 2021                           | Encore - Data: 8 października 2021 - Wydawca: Bros Music         | –  | –  | –  | –  |
| „–” pozycja nie była notowana. |                                                                  |    |    |    |    |

### Kompilacje
| Rok  | Tytuł                                                  | Pozycja na liście |
| Rok  | Tytuł                                                  | CHE               |
| ---- | ------------------------------------------------------ | ----------------- |
| 2005 | Best Of - Data: 2 grudnia 2005 - Wydawca: Bros Records | 70                |

### Single
| 2003                           | „Club Kung Fu”               | –  | –  | 95 | Vanilla Ninja     |
| 2003                           | „Tough Enough”               | 16 | 52 | 13 | Traces of Sadness |
| 2004                           | „Don’t Go Too Fast”          | 21 | –  | 23 | Traces of Sadness |
| 2004                           | „Liar”                       | 22 | 43 | 23 | Traces of Sadness |
| 2004                           | „When The Indians Cry”       | 7  | 27 | 8  | Traces of Sadness |
| 2004                           | „Blue Tattoo”                | 12 | 22 | 9  | Blue Tattoo       |
| 2005                           | „I Know”                     | 17 | 27 | 13 | Blue Tattoo       |
| 2005                           | „Cool Vibes”                 | 58 | 17 | 42 | Blue Tattoo       |
| 2006                           | „Dangerzone”                 | 23 | 18 | 21 | Love Is War       |
| 2006                           | „Rockstarz”                  | –  | –  | 86 | Love Is War       |
| 2007                           | „Insane in Vain”             | –  | –  | –  | Love Is War       |
| 2008                           | „Birds of Peace”             | –  | –  | –  | Love Is War       |
| 2008                           | „Crashing Through The Doors” | –  | –  | –  | –                 |
| 2021                           | „Gotta Get It Right”         | –  | –  | –  | Encore            |
| 2021                           | „No Regrets”                 | –  | –  | –  | Encore            |
| 2021                           | „The Reason Is You”          | –  | –  | –  | Encore            |
| 2021                           | „Incredible”                 | –  | –  | –  | Encore            |
| „–” pozycja nie była notowana. |                              |    |    |    |                   |

## Wideografia
- 2004 – Traces Of Sadness (Live in Estonia) (2004)
- 2005 – Best Of: The Video Collection (2005)